# Dimples (chanson de John Lee Hooker)
Pour les articles homonymes, voir Dimple.
Clip vidéo
[vidéo] « John Lee Hooker - Dimples  », sur YouTube
[vidéo] « John Lee Hooker - Boom Boom », sur YouTube
Dimples (fossettes, en anglais) est un standard du blues de Chicago blues-blues électrique-boogie-woogie-rhythm and blues, du bluesman auteur-compositeur-interprète-guitariste américain John Lee Hooker (1917-2001). Il l'enregistre en single 78 tours en 1956 chez Vee-Jay Records à Chicago,. Ce titre inspire Boom Boom de 1962, deux des tubes emblématiques de son répertoire et du Chicago blues,.

## Histoire

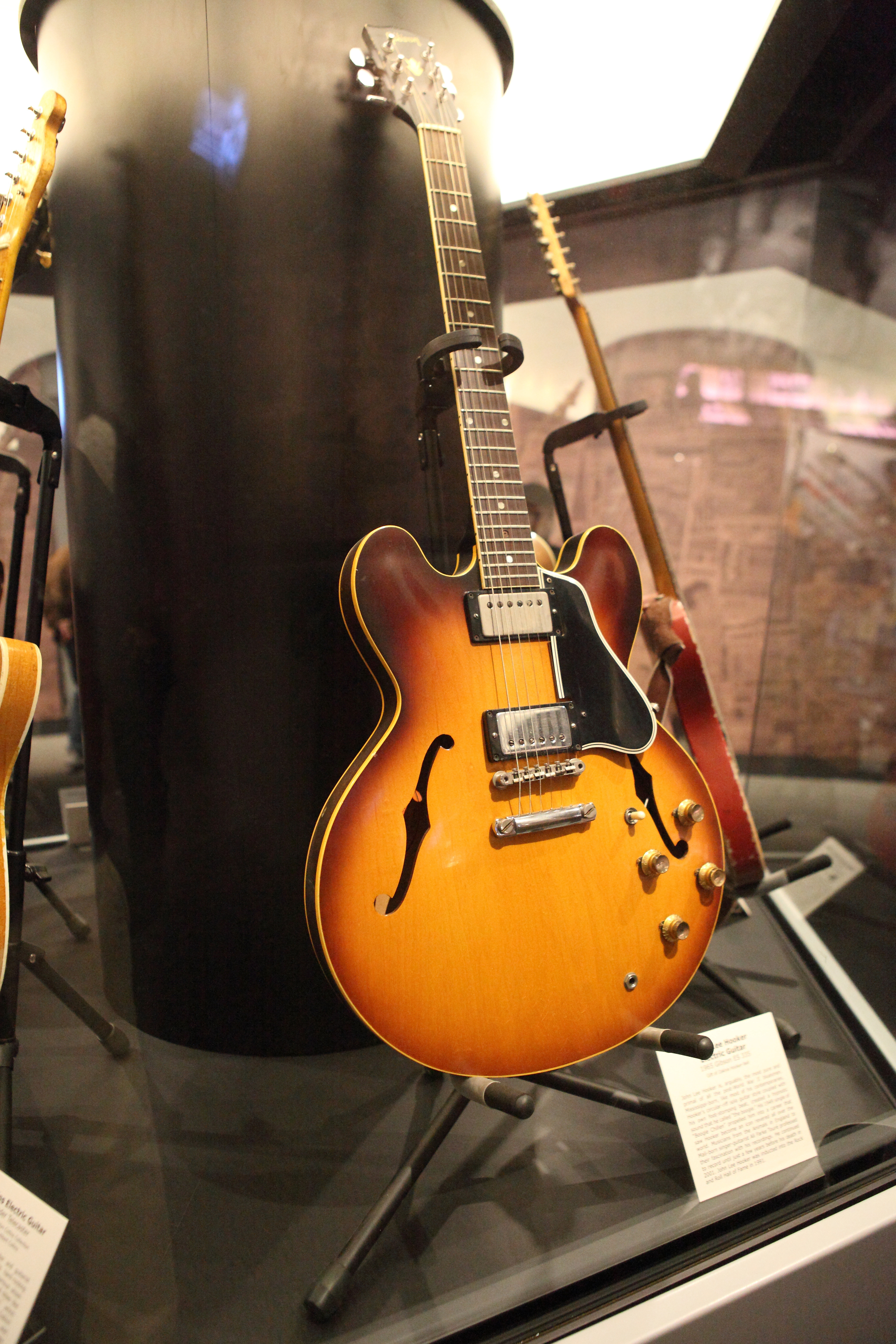
Guitare électrique Gibson ES-335 de John Lee Hooker au Rock and Roll Hall of Fame de Cleveland.

L'auteur-compositeur américain James Bracken (en) cofonde avec son épouse et son beau-frère son label Vee-Jay Records à Chicago en 1953, où il co-compose ce titre de Chicago blues avec John Lee Hooker (connu comme le « King of the Boogie » de l'age d'or du Chicago blues des années 1950) « J'aime ta façon de marcher, je suis fou de ta marche, j'aime ta façon de marcher, toi mon bébé, j'ai les yeux sur toi, j'aime la façon dont tu changes, tu as des fossettes dans ta mâchoire, eh bien, je te vois tous les jours... ». John Lee Hooker l'enregistre en 1956 avec le groupe de Jimmy Reed de Vee-Jay Records, avec entre autres lui-même et Eddie Taylor à la guitare électrique, et Jimmy Reed à l'harmonica...
Ce titre inspire à John Lee Hooker son tube emblématique de Chicago blues Boom Boom de 1962.
Le titre ressort au Royaume-Uni en 1964, huit ans après sa sortie initiale, où il a atteint la 23e place du classement des singles.  

## Reprises et adaptations
Ce standard du blues est réédité sur de nombreuses compilations de John Lee Hooker, dont son album I'm John Lee Hooker (en) de 1959. Il est repris et adapté entre autres par The Animals (1966), Canned Heat (1969), Cliff Richard (2016), Van Morrison (2018)... 